# Gouvernement de la république du Rif
|Drapeau/callback
|variant=
|size=50
• Protectorat espagnol au Maroc
• Protectorat français au Maroc
• Royaume du Maroc • Protectorat espagnol au Maroc
• Protectorat français au Maroc
• Royaume du Maroc
Le gouvernement de la république du Rif a été établi le 18 septembre 1921 lorsque les tribus rifaines, dirigées par Mohamed Abd-El-Krim Ben Abd-El-Krim El-Khattabi, ont vaincu l'Armée espagnole lors du désastre d'Annual, pendant la guerre du Rif, et ont instauré officiellement la république confédérale tribale du Rif,,,. Lors de la création de la république du Rif, Abdelkrim voulait imposer la charia islamique, mais en 1923, après que de nombreuses tribus rifaines aient intégré la politique autonomiste tribale d'Abdelkrim, il fit part de sa volonté de mettre en place la laïcité, à l'image de la république de Turquie de Mustafa Kemal Atatürk, favorisant en priorité l'intérêt des autochtones, c'est-à-dire des Berbères, tout en permettant la religion musulmane.

## Constitution
En 1926, la république du Rif a une constitution de 40 articles, qui énonçent les principes fondamentaux de l’État rifain.
Il comprend : 
- la souveraineté populaire comme base de l’autorité ;
- la séparation des pouvoirs entre l’exécutif et le législatif ;
- la protection des droits fondamentaux, adaptés aux traditions berbères du Rif et au contexte culturel islamique.

## Gouvernement
La république du Rif adopta un système républicain basé sur l’autorité du peuple. Le gouvernement était dirigé par un président du conseil des ministres. Son organisation comprenait :
- une assemblée nationale : il agissait en tant qu’organisme législatif et consultatif. Ses membres furent choisis parmi les dirigeants locaux et les représentants tribaux. Il supervise les décisions de l’exécutif et les politiques publiques ;
- un conseil d’administration : organisme exécutif, dirigé par Abd El-Krim, qui portait le titre de président. Ses fonctions comprenaient la direction des affaires intérieures, la diplomatie et l’organisation des forces armées ;
- une administration régionale : le territoire était divisé en régions tribales[3].